# Coração de Jesus (Viseu)
Coração de Jesus is een plaats (freguesia) in de Portugese gemeente Viseu en telt 8716 inwoners (2001).